# Curigalzu I
Curigalzu I (em acádio: ; romaniz.: Kuri-Galzu; m. 1375 a.C.), por vezes nomeado com o determinativo m ou d, foi o 17.º rei dos cassitas ou a 3.ª dinastia que governou a Babilônia, e foi responsável por um dos programas de construção mais extensos e difundidos para os quais as evidências sobreviveram. Sua autobiografia é uma das inscrições que registram que era filho de Cadasmã-Harbe I. Galzu, cuja possível pronúncia nativa era galdu (gal-du) ou galxu (gal-šu), era o nome pelo qual os cassitas se autodenominavam e Curigalzu pode significar pastor dos cassitas (linha 23. Ku-ur-gal-zu = Ri -'- i- bi-ši-i, em uma lista epônima da Babilônia).
Foi separado de seu homônimo por cerca de 45 anos e, como não era costume atribuir números de reinado e ambos tiveram reinados longos, isso torna excepcionalmente difícil distinguir a quem as inscrições estão se referindo. O rei posterior é, no entanto, mais conhecido por sua campanha militar contra os assírios do que qualquer trabalho de construção que possa ter realizado. Agora, porém, pensa-se que foi ele o Curigalzu que conquistou Susã e talvez tenha contribuído para a ascensão da dinastia iguealquida sobre o Elão, ca. 1 400 a.C..

## Conquista do Elão
Segundo a Crônica P, numa passagem cronologicamente situada fora de ordem, Hurbatila do Elão invadiu a Babilônia, o que compeliu Curigalzu a marchar contra ele em Dur-Sulgi. A inscrição não permite confirmar de forma decisiva que seja o primeiro rei deste nome o responsável pela campanha, mas é entendido que assim o seja. Noutra inscrição (CBS 8598), é dito que marchou contra a cidade de Susã, que foi saqueada, e seus despojos foram entregues a Ninlil como presentes:
| “ | Curigalzu, o rei de Cardunias [Babilônia], conquistou o palácio da cidade de Sasa [Susã] no Elão e deu (este objeto) para o bem de sua vida como um presente para Ninlil, sua senhora. | ” |

É possível que Iguialqui, fundador da dinastia iguialquida, tenha tomado o poder no Elão no rescaldo do conflito com a Babilônia. Seu filho Pairissã e seu neto Humbã-Numena, filho de seu outro filho Atarquita, casaram-se respectivamente com a irmã e filha de Curigalzu. Da primeira união nasceram Umpas-Napirisa e Quidim-Hutrã I; da segunda, nasceu Untas-Napirisa.

## Diplomacia

### Por correspondência

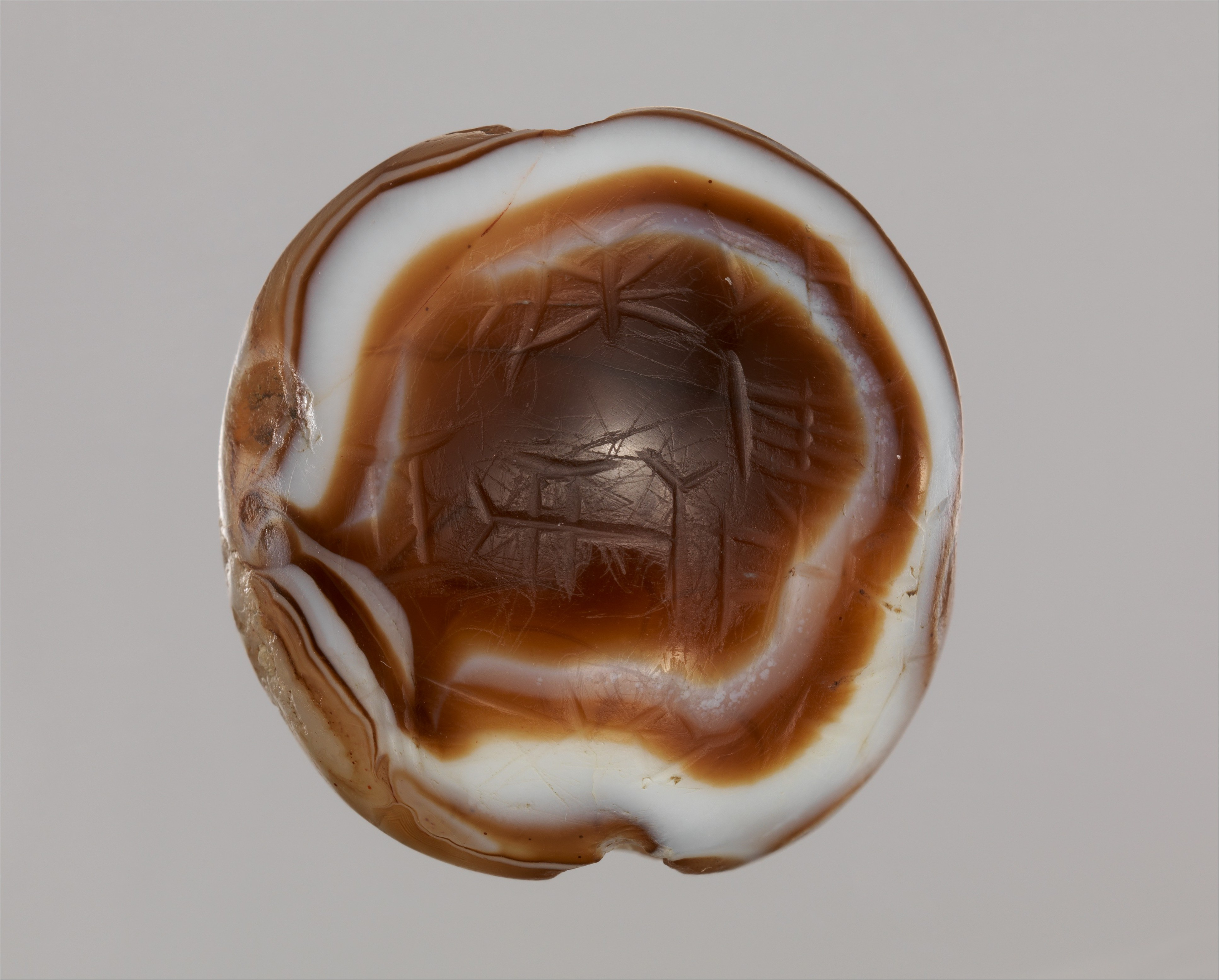
Missanga com inscrição cuneiforme de Curigalzu I.

A correspondência diplomática anterior é evidente, a partir do estudo das cartas de Amarna e inclui evidências do diálogo entre Tutemés IV e Curigalzu, conforme atestado por Amenófis III em sua carta, designada EA 1 (EA de El Amarna), para Cadasmã-Enlil. Burnaburias II lembrou Aquenáton em sua carta, EA 11, que Curigalzu tinha recebido ouro por um de seus ancestrais, e, em EA 9, lembrou a Tutancâmon que Curigalzu recusou um pedido do cananeus para formar uma aliança contra o Egito.

### Através do casamento
Ele deu sua filha a Amenófis III, que era um praticante serial de casamentos diplomáticos com duas princesas mitanitas e uma de Arzaua em seu harém, e que ainda mais tarde casaria com a neta de Curigalzu, filha de Cadasmã-Enlil.
Uma cópia neobabilônica de um texto literário que assume a forma de uma carta, agora localizada no Museu do Antigo Oriente Próximo em Berlim, é endereçada à corte cassita por um rei elamita e detalha a genealogia da realeza elamita deste período. Aparentemente, ele casou sua irmã com o rei elamita Pairissã, filho de Iguialqui, e uma filha de seu sucessor, Humbã-Numena. Esse pode ter sido Miximru, que é citado em inscrições reais. A princesa passou a ter Untas-Napirisa, o próximo rei que estava destinado a se casar com a filha de Burnaburias. Acredita-se que o autor da carta seja Sutruque-Nacunte (r. 1190–1155 a.C.) que afirma ser descendente da filha mais velha de Curigalzu e também casou-se com a filha mais velha de Melisipaque, o 33º rei cassita. Infelizmente, a carta insere Nabu-Baladã (r. 888–855 a.C.) “uma abominação, filho de um hitita”, na narrativa no lugar que se poderia supor que Merodaque-Baladã I deveria aparecer, a substituição de dAMAR.UTU por dAG sendo um improvável lapso da caneta, criando um enigma cronológico e esse pode ter sido o propósito da “carta”: denegrir o rei posterior através da língua do anterior.

## Obras de construção
Os esforços de construção de Curigalzu são comprovados em nada menos que 11 cidades babilônicas. Ele foi responsável pela reconstrução do Templo de Ningal em Ur, incorporando fragmentos da Estela de Ur-Namu em edifícios no terraço do zigurate, nos edifícios Edublal-Má de Sim, ou "casa para pendurar as tabuinhas exaltadas", e a construção do portal.

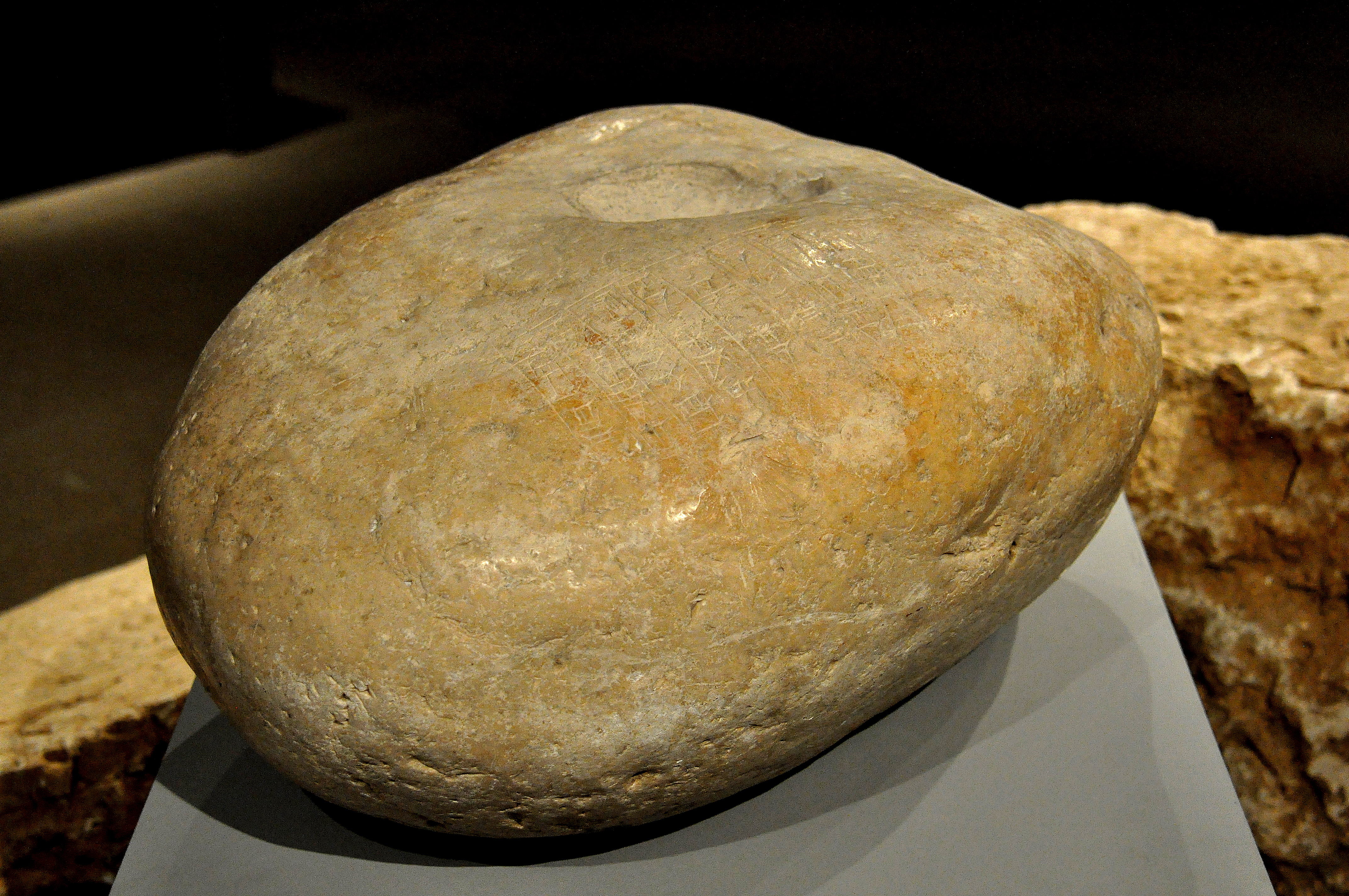
Soquete da porta de Dur-Curigalzu

Curigalzu foi o primeiro rei a construir uma residência real com seu nome, uma nova capital fundada sobre um assentamento mais antigo e construída por volta de 1 390 a.C., chamada Dur-Curigalzu, ou 'fortaleza de Curigalzu', no extremo norte da Babilônia (atual Acarcufe). Essa fortaleza foi posicionada para proteger a importante rota comercial que levava ao leste, através do planalto iraniano, até o atual Afeganistão, a fonte do lápis-lazúli. O zigurate de Enlil de 170 pés (= 51,82 metros) de altura ainda pode ser visto na periferia oeste de Bagdá, com suas camadas de reforço de esteiras de junco e betume e os restos de três templos em seus pés. Rawlinson identificou o local pela primeira vez em 1861 a partir das inscrições de tijolos. Escavada em 1942–45 por Seton Lloyd e Taha Baqir, a cidade cobria 225 hectares e incluía o Egalquisarra, ou “Palácio do Mundo Inteiro”, um vasto complexo palaciano e administrativo.
Em um contrato de adoção que adverte severamente o adotado, "Se [Il]ipasra disser, 'você não é meu pai', eles rasparão sua cabeça, amarrarão e venderão por prata", a fórmula de data usada, "No mês de Sabatu, 19º dia, o ano em que Curigalzu, o rei, construiu o Ecurigibara", é anterior ao que foi introduzido durante o reinado de Cadasmã-Enlil I e que se tornou de rigueur no reinado posterior de Curigalzu II. O Ecurigibara de Enlil era um templo em Nipur.

## A autobiografia de Curigalzu

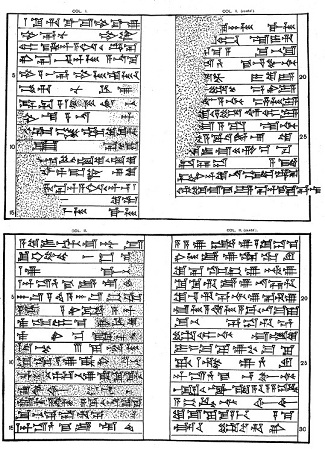
Autobiografia de Curigalzu.

Uma cópia neobabilônica de um texto que registra a dotação de Curigalzu, filho de Cadasmã-Harbe, de um templo de Istar com uma propriedade situada no Eufrates perto de Nipur, é conhecida como a autobiografia de Curigalzu e vem na forma de um pequeno prisma hexagonal de argila cozida amarelo-claro e um cilindro fragmentário. Nesse prisma, ele leva o crédito por ser o
…Finalizador da parede, quisuru, e aquele que completou o Ecur, provedor de Ur e Uruque, aquele que assegura a integridade dos ritos de Eridu, o construtor do templo de Am e Inana, aquele que garante a integridade das ofertas Satucu (subsídio de comida) dos grandes deuses.Original (em inglês): Prisma BM 108982 e o Cilindro NBC 2503— Autobiography of Kurigalzu (em inglês)
Ele “fez com que Anu, o pai dos grandes deuses, morasse em seu santuário exaltado”, o que se sugere estar se referindo à restauração do culto de Anu. O texto carece das características linguísticas e de escrita que levariam alguém a supor que é uma cópia genuína de uma inscrição antiga e provavelmente foi criado no final dos tempos da Babilônia para aumentar o prestígio do culto de Istar (ou Ishtar). Até que ponto o mencionado texto preserva a tradição dos eventos reais do reinado de Curigalzu ainda não pode ser determinado.

## Outras fontes
A evidência da extensão da influência cassita chega até nós de uma tumba em Metsamor onde um notável selo cilíndrico de cornalina com uma inscrição hieroglífica mencionando o rei cassita Curigalzu I foi encontrado. Situado na Armênia, no meio do vale de Ararate, Metsamor foi um importante centro hurrita de forjamento de metal.
Em um selo está inscrito nur- [d] -x, filho de Curigalzu, e reivindica o título NU.ÈŠ [d]en.líl, nišakku-sacerdote, que é compartilhado com outros, incluindo três governadores de Nippur e outros príncipes. Ele recompensou um indivíduo com esse título em um cone dedicatório conhecido como o cudurru da concessão de terras de Enlilbani. O significado preciso desse título e a identidade do Curigalzu, I ou II, são incertos.

## Inscrições
1. ↑  Crônica P (ABC 22), tabuleta BM 92701, coluna 3, linhas 10 a 19.
2. ↑  Tabuleta EA 1, “O Faraó reclama com o Rei da Babilônia,” BM 029784 no Museu Britânico,  CDLI, ORACC Transliteration linha 62, “Em relação às palavras de meu pai, você escreveu...”
3. ↑  Tablet EA 11, “escolta adequada para uma princesa prometida,” VAT 151 no Museu do Antigo Oriente Próximo, CDLI, ORACC Transliteration linhas de 19 a 20.
4. ↑  Tabuleta EA 9, “Lealdades antigas, novos pedidos,” BM 29785 Museu Britânico, Londres, CDLI, ORACC Transliteration linhas 19 a 30.
5. ↑  Tabuleta VAT 17020, “a Carta de Berlim”, CDLI
6. ↑  Prisma BM 108982 no Museu Britânico, CDLI.
7. ↑  Cilindro NBC 2503 na coleção de James B. Nies, Yale University, CDLI.